# Laguna de Tlahualilo
La laguna de Tlahualilo est une lagune sèche placée dans la municipalité  mexicaine de Tlahualilo, dans l'État de Durango. 
La laguna de Tlahualilo était une des embouchures du rio Nazas, avec la laguna Mayran et la laguna de Viesca.
Durant les XIX et XX siècles le rio Nazas a été régulé à des fins agricoles ce qui a provoqué la disparition de la lagune de Tlahualilo, son écosystème et diminué les nappes phréatiques. La flore et la faune endémiques ont été impactées ainsi que les villages autochtones de la région.